# Baszta Prochowa w Gryficach
Baszta Prochowa w Gryficach (niem. Pulverturm) – jedna z trzech baszt układu fortyfikacyjnego miasta, zbudowana na przełomie XIV i XV wieku.

## Położenie
Baszta została usytuowana w północno-wschodniej części Starego Miasta (naroże dawnych obwarowań), w pobliżu biegu rzeki Regi i dawnego kamiennego młyna, przy obecnej ulicy Nadbrzeżnej (róg ulicy Leśnej). Była bezpośrednio połączona z murami obronnymi miasta, z których za pomocą kamiennych schodów i drewnianego podestu można było się dostać do jej wnętrza usytuowanego na wysokości około 3 m.
Spełniała rolę wieży strzelniczej i obserwacyjnej. Nazwa jej wzięła się od składu prochu strzelniczego, który był magazynowany tuż przy niej lub w jej wnętrzu (dolne partie pierwszej kondygnacji). Funkcjonowała obok dwóch już nieistniejących baszt, to znaczy Mostowej i Młyńskiej, które również były usytuowane nad Regą. Wraz z nimi, bramą Reską, barbakanem, innymi basztami i murem obronnym tworzyła wschodni układ fortyfikacyjny miasta. Dziś jest pozostałością obronną, która została wpisana do rejestru zabytków dziedzictwa narodowego (nr rej. 52 z 30 lipca 1955).

## Wygląd
Baszta Prochowa została zbudowana na przełomie XIV i XV wieku, na rzucie koła, w stylu gotyckim. Jest dwuwalcową budowlą, murowaną z zastosowaniem wiązania gotyckiego, licowaną i zwieńczoną stożkowatym dachem. Materiałem użytym do budowy jest cegła. Całkowita powierzchnia obiektu wynosi 33,4 m², kubatura 567,8 m³, a wysokość 25,2 m.
Walce baszty są jednakowej wysokości lecz o różnej długości obwodu. Dolny, szerszy posiada w górnej części lico, które w przeważającej mierze zostało wymienione i uzupełnione. Otwór wejściowy, wnękowy o pełnym łuku i prostej archiwolcie, znajduje się na wysokości około trzech metrów od strony południowo-wschodniej. Otwory strzelnicze umiejscowione zostały w dwóch kondygnacjach po zewnętrznej stronie obwarowań. Budowla ma też liczne wąskie okna, doświetlające jej wnętrze, szczególnie w górnym, węższym walcu, które także pełniły funkcję otworów strzelniczych. U podstawy górnego walca znajdowała się hurdycja, po której zachował się otwór wyjściowy od południowego zachodu.
W ramach II etapu rewitalizacji zabytków dziedzictwa kulturowego (2007) obiekt został przebudowany. Prace restauracyjne obejmowały wykonanie drewnianego wejścia do baszty, wymianę stolarki w wewnętrznej części budowli na metalową oraz podniesienie zadaszenia i wykonanie balkonu widokowego.

## Współczesne przeznaczenie
Po II wojnie światowej baszta Prochowa była wykorzystywany przez młodzież harcerską jako miejsce zbiórek i spotkań, następnie nieużytkowana. Koncepcje jej pełniejszego wykorzystania i przekazaniu pod opiekę miejscowego Liceum Ogólnokształcącego im. Bolesława Chrobrego w latach sześćdziesiątych nie zostały zrealizowane. Dziś, po restauracji w 2007, jest ponownie dostępna dla zwiedzających. Atrakcją turystyczną stał się balkon widokowy, z którego można obserwować tereny miasta.